# Oka Ichinosuke
Oka Ichinosuke (岡 市之助 Cương Thị Chi Trợ), (sinh ngày 28 tháng 3 năm 1860 mất ngày 20 tháng 7 năm 1916), là một vị tướng trong quân đội Đế quốc Nhật Bản và giữ chức Bộ trưởng Bộ Lục quân (陸軍大臣) trong chiến tranh thế giới thứ nhất.

## Tiểu sử
Oka sinh ra ở Hagi miền Chōshū (ngày nay là tỉnh Yamaguchi). Ông tốt nghiệp khóa 4 Trường Sĩ quan Lục quân (Đế quốc Nhật Bản) vào năm 1881, và khóa 4 trường Đại học Lục quân (Đế quốc Nhật Bản) năm 1888.
Oka giữ chức Phó Tham mưu Lữ đoàn Bộ binh 8, sau đó là chỉ huy Trung đoàn Bộ binh 20. Trong cuộc chiến tranh Thanh-Nhật, ông là tham mưu trưởng của Sư đoàn 1.
Sau chiến tranh, Oka làm việc tại văn phòng và trở thành thành viên của Bộ Tổng Tham mưu Lục quân Đế quốc Nhật Bản. Năm 1905, ông lên hàm Thiếu tướng. Sau đó, ông chỉ huy Lữ đoàn Bộ binh 27 và Lữ đoàn Bộ binh 29 trước khi lên hàm Trung tướng vào tháng 2 năm 1912. Năm 1913, chỉ huy Sư đoàn 3.
Tháng 4 năm 1914, Oka trở thành Bộ trưởng Bộ Lục quân, dưới quyền thủ tướng Senjūrō Hayashi.
Tháng 3 năm 1916, ông từ chức vì bị bệnh, và được phong Nam tước (danshaku) thuộc hệ thống quý tộc Kazoku, trước khi ông qua đời vào tháng 7 cùng năm.

### Sách
- Harries, Meirion (1994). Soldiers of the Sun: The Rise and Fall of the Imperial Japanese Army. Random House. ISBN 0-679-75303-6.